# Vasile Bahnaru
Vasile Bahnaru (n. 24 octombrie 1949, Micleușeni, raionul Strășeni, Republica Moldova – d. 6 august 2024) a fost un filolog din Republica Moldova.

## Biografie
Vasile Bahnaru a fost fondatorul Frontului Popular din Moldova. A fost membru al Comisiei pentru studierea și aprecierea regimului comunist totalitar din Republica Moldova, și director interimar al Institutului de Filologie al Academiei.

## Premii
- Premiul „Grigore Vieru” al Academiei de Științe a Moldovei; premiul în valoare de 30.000 lei.[6][7][8][9]

## Lucrări
- Monografia „Elemente de semasiologie românească”.[10]